# モナコ公アルベール2世水と砂漠化賞
モナコ公アルベール2世水と砂漠化賞（モナコこうアルベールにせいすいとさばくかしょう、英語: Prince Albert II of Monaco Foundation Water and Desertification Award）は、水と砂漠化の問題に対して優れた貢献をした個人や団体に授与される国際的な賞である。2008年にモナコ公国のアルベール2世が創設し、ユネスコが運営している。賞金は10万ユーロで、毎年6月にモナコで授賞式が行われる。

## 概要
この賞は、水と砂漠化の問題に対する世界的な関心と行動を高めることを目的としている。持続可能な開発目標（SDGs）の達成にも貢献している。この賞は、以下の3つのカテゴリーで授与される。
- 水と砂漠化の問題に関する科学的な知見や技術的な革新を提供した個人や団体
- 水と砂漠化の問題に関する教育や啓発活動を行った個人や団体
- 水と砂漠化の問題に関する政策や制度の改善や実施に貢献した個人や団体

## 過去の受賞者
- 2008年 - マリン・ファルケンマーク（スウェーデン） - 水不足や水欠乏の指標として広く用いられる「ファルケンマーク指標」を提唱した水文学者
- 2009年 - バカリ・カマテ（マリ） - サハラ緑化プロジェクトのイニシエーターであり、地域社会の参加や協力を促進した活動家
- 2010年 - フランシスコ・アイラ（チリ） - チリ北部のアタカマ砂漠で農業用水の確保や管理を行った農業技術者
- 2011年 - ジュニア・イズィキエル・ダウダ（ナイジェリア） - ナイジェリア北部の乾燥地帯で植林や土壌保全を行った農業経済学者
- 2012年 - ジョン・アントニー・アラン（イギリス） - 「仮想水」という概念を提案し、水資源管理における国際的な視点を提供した地理学者
- 2013年 - ジャン＝ルイ・シャメッド（フランス） - アフリカや中東で水資源開発や保全に関する多数のプロジェクトを指導した水文学者
- 2014年 - マウリシオ・ベラスコ（メキシコ） - メキシコ北部の乾燥地帯で灌漑システムの改善や農業生産性の向上を行った農業技術者
- 2015年 - ジョセフ・オピオ＝オドング（ウガンダ） - ウガンダ北部で土壌浸食や森林破壊に対抗するための農業技術や教育を行った農業技術者
- 2016年 - マルガレータ・ワルストロム（スウェーデン） - 国連の水と衛生に関する事務局長や国連の防災担当特別代表として水と砂漠化の問題に取り組んだ政治家
- 2017年 - マハマドゥ・イッサ（ニジェール） - ニジェールで水資源管理や砂漠化防止に関する法律や政策の策定や実施に貢献した政治家
- 2018年 - ジャン＝ルイ・オリヴィエ（フランス） - フランスの国立農業研究所で水と砂漠化の問題に関する科学的な研究を行った農学者
- 2019年 - ジョン・チャーチ（オーストラリア） - 海面上昇や気候変動といった水と砂漠化の問題に関する科学的な知見を提供した海洋学者
- 2020年 - マリア・コンセプシオン・ドナイレ＝アルバレス（スペイン） - スペインやラテンアメリカで水と砂漠化の問題に関する教育や啓発活動を行った教育者
- 2021年 - タラシュ（インド） - 水と砂漠化の問題に関する教育や啓発活動を行っているインドのNGO